# Шай’м
Шай’м (или Шайм, фр. Shy'm; настоящее имя: Тамара́ Март, фр. Tamara Marthe); род. 28 ноября 1985 года, Трапп, Ивелин) — французская певица, работающая в стилях R&B, соул, хип-хоп и поп. Широкую известность получила благодаря первому альбому Mes Fantaisies, вышедшему в 2006 году.

## Биография
Тамара родилась в Траппе, западном пригороде Парижа, в семье выходца с Мартиники и француженки. С раннего возраста увлекалась танцами и пением.
В 2005 году девушка приняла участие в записи трека рэпера K-Maro Histoire de Luv из его альбома Million Dollar Boy. Песня была записана в Монреале.
Через год после этого Тамара берёт себе сценическое имя Шай’м и выпускает свой первый сольный альбом Mes Fantaisies (Мои Фантазии). Необычный псевдоним певица расшифровывает так: Shy — английское застенчивая, а  'm — первая буква от слова Мартиника, родного острова её отца. Альбом выходит в октябре 2006 года. Продюсером и композитором становится Ка-Маро́ (K-Maro). Альбом занимает 6 место в Главном французском чарте и входит в топ на протяжении 87 недель. Сингл из этого альбома Victoire (Победа) достигает 4 места, а сингл Femme de couleur (Цветная женщина) — 5 места.
В сентябре 2008 года выходит второй альбом Reflets (Отражения). Он поднимается в чарте до 4 места.
Третий альбом, озаглавленный Prendre l’air (Прогуляться) выходит в июне 2010 и остаётся во французских чартах вплоть до января 2015 (на протяжении 134 недель). За это время во Франции продано около 240 тысяч лицензионных альбомов (включая продажи в интернете)
В июне 2012 у певицы выходят сразу два альбома. Во-первых, это новый альбом Caméléon (Хамелеон), поднявшийся до первого места в национальном чарте и проданный во Франции в количестве 260 тысяч экземпляров. Во-вторых, это трёхдисковый сборник L’intégrale (Полное собрание), который представляет собой переиздание первых трёх альбомов. Несмотря на то, что в этом сборнике нет новых песен и аранжировок, он всё же поднимается до 65 места в чартах.
В ноябре 2014 выходит пятый альбом Шай’м. Он озаглавлен Solitaire (Одинокая). После оглушительного успеха Prendre l’air и Camélléon, он достаточно прохладно встречен как публикой, так и критикой, но всё же поднимается до 8 места в чарте.
9 октября 2015 года, к 10-летию творческой деятельности певицы вышел двойной альбом-сборник, так и озаглавленный —À nos dix ans (К нашему десятилетию), на котором были собраны лучшие хиты прошлых лет.
1 сентября 2017 года поклонникам представлен седьмой альбом, озаглавленный Héros (Герои), тексты некоторых песен на котором написаны самой Шай’м. В своём интервью французским журналистам, посвящённом вышедшему альбому, певица рассказала, что это «альбом-обнажение» и что она «гораздо ранимее, чем кажется». По итогам первой недели продаж альбом занимает шестую строчку чартов во Франции и девятую — в Бельгии.
Стиль Шай’м — это смесь R & B и поп-музыки. В её первом альбоме Mes Fantaisies чувствовалось сильное влияние соула. Во втором — Reflets уже присутствовали элементы танцевальной музыки. Третий альбом Prendre l’air имеет больше электронной музыки. В последнем альбоме Solitaire уже слышится больше рока.
На протяжении двух сезонов Шай’м входила в состав жюри телевизионного шоу Danse avec les stars (аналог российского Танцы со звёздами)
Шай’м также является одной из самых читаемых, в социальных сетях, французских звёзд (более 2 миллионов подписчиков в твиттере).

## Дискография

### Альбомы
| Год  | Название      | Позиция в чартах | Позиция в чартах | Позиция в чартах | Позиция в чартах | Сертификация   |
| Год  | Название      | BE               | FR               | CH               | EUR              | Сертификация   |
| ---- | ------------- | ---------------- | ---------------- | ---------------- | ---------------- | -------------- |
| 2006 | Mes Fantasies | 19               | 6                | 49               | 11               | платиновый     |
| 2008 | Reflets       | 13               | 4                | 55               | 9                | золотой        |
| 2010 | Prendre l'air | 29               | 6                | 78               | 18               | 3 × платиновый |
| 2012 | Caméléon      | 3                | 1                | 26               | -                | 2 × платиновый |
| 2012 | L'intégrale   | 42               | 65               | -                | -                |                |
| 2014 | Solitaire     | 17               | 8                | 30               | -                | платиновый     |
| 2015 | À nos dix ans | 7                | 4                | 43               | -                | золотой        |
| 2017 | Héros         | 9                | 6                | -                | -                |                |
| 2019 | Agapé         | 26               | 20               | 93               | -                |                |